# Catharsius tricornutus
Catharsius tricornutus là một loài bọ cánh cứng trong họ Bọ hung (Scarabaeidae).